# Said Ali bin Said Omar

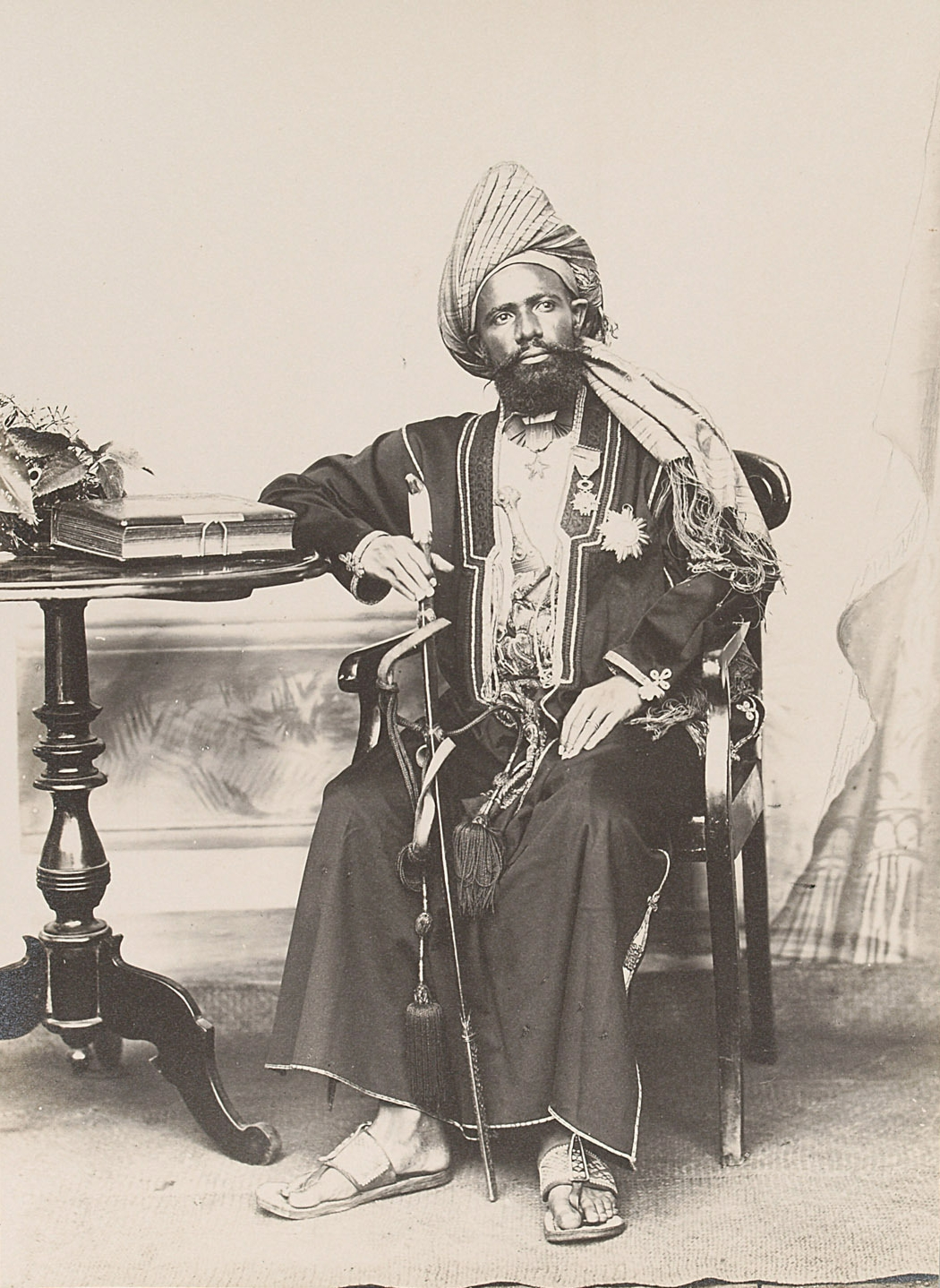
Sultan Said Ali bin Said Omar, 1897.

Said Ali ben Said Omar al Maseyili (gest. 10. Februar 1916 in Tamatave) war Sultan des Sultanats Bambao in Grande Comore. Er war offiziell der einzige Sultan, dessen Herrschaft die gesamte Insel umfasste.
Er war der Sohn von Saidi Omar bin Saidi Houssein von Anjouan. Aufgrund der Multilinearität der Weitergabe von Machtbefugnissen in der Kultur der Komoren erlangte er jedoch auch die Macht für den Thron des Sultanats Bambao. Er ist der Enkel von Saïd Achmet von Bambao.
Said Ali kam um 1875 an die Macht mit dem Tod seines Großvaters, auch wenn er zu dieser Zeit noch in Mayotte weilte, wo er eine Ausbildung nach europäischen Vorbildern erhielt. Er kehrte bald nach Moroni zurück und setzte seine Ansprüche auf den Sultanstitel durch.

## Der Savant und der Sultan
Der Botaniker Léon Humblot langte 1884 auf den Komoren an. Er war ein sehr bestimmter Mensch aber mit guten Manieren. Der Sultan schätzte ihn und unterzeichnete einen Vertrag mit ihm am 5. Oktober 1885, in dem der Sultan von ganz Grande Comore ihm exklusiv anbot die Ländereien zu nutzen, welche er selbst nicht kontrollierte, sowie eine Steuerbefreiung dafür. Anderen Personen oder Nationen untersagte Said Ali die Unterzeichnung eines Protektorats. Deutsche Kolonialisten langten 1884 allerdings auch auf Grande Comore an und hissten ihre Fahne auf den Anhöhen von Foumbouni. Humblot, der seine Interessen bedroht sah, ließ sie durch die französische Flagge ersetzen. Während die Briten darauf nicht reagierten, stachelten die Deutschen den Sultan von Badjini Hachim bin Ahmed auf, der ohne zu zögern Moroni belagerte. Humblot begab sich nach Mayotte und bemühte sich, den Gouverneur zu überzeugen, dass er intervenieren solle, indem er die Deutschen als Bedrohung darstellte und sich auf seinen Vertrag mit Said Ali berief. Die Intervention hätte dabei die Anerkennung der Souveränität von Said Ali bedeutet, auch gegenüber anderen europäischen Mächten, denn Frankreich konnte nicht militärisch eingreifen aufgrund von Privatinteressen. Damit wurde ein Protektorat begründet und Weber wurde als Résident benannt. Said Ali zog es jedoch vor, mit Humblot zu verhandeln, dem er vertraute. Humblot und Weber lagen daraufhin ständig im Konflikt miteinander, vor allem um die Steuerbefreiungen.
Der Order de l'Étoile des Comores (dt. Orden des Sterns der Komoren), auch bekannt als der „Orden von Said Ali“, wurde geschaffen um  Ausländer mit einem gleichwertigen Orden nach europäischem Vorbild auszuzeichnen.
Said Ali ging mit Hilfe von französischen Offizieren und seinen neuen Waffen rücksichtslos gegen seine Gegner vor. Djohar bezeichnete ihn als Mapouwa zitswa, den „Kopfabschneider“. In dieser Zeit gingen zahlreiche Personen ins Exil; unter anderem Saïd Mohamed bin Cheikh Ahmed Al Maarouf.
Im Januar 1886 schlugen die Franzosen aufgrund der anhaltenden bewaffneten Konflikte vor, die Zahl der Sultanate von 12 auf Fünf zu reduzieren. Said Ali akzeptierte dies am 24. Juni 1886. Humblot wurde letztlich am 17. November 1889 zum Resident ernannt.

## Im Würgegriff der Franzosen
Schon am 19. November wurde von den Marinetruppen, die in Anjouan stationiert waren, eine Revolte niedergeschlagen. Am 5. Januar 1892 wurde von der französischen Verwaltung vorgeschlagen die letzten fünf Sultanate ebenfalls abzuschaffen um zwölf Provinzen zu gründen, die jeweils durch einen Kadi verwaltet würden und die in den alten Grenzen bestanden. Die Beziehung zu Humblot verschlechterte sich und 1893 wurde Humblot Opfer eines Attentatsversuches, als dessen Auftraggeber man Said Ali vermutete.
Ohne Vorankündigung schickte die Verwaltung Said Ali ins Exil, zunächst nach Diégo-Suarez dann nach La Réunion Anfang 1897. Humblot verlor seinen Posten. 1908 wurden die Inseln unter die Herrschaft des Gouverneurs von Madagaskar gestellt und auch die Residenten verloren ihre Macht. Said Ali wandte sich an die Justiz und bekam 1909 Recht. Das Tribunal erkannte seine Absetzung als illegal an, aber die Behörden ließen ihn nicht nach Grande Comore zurückkehren. Immerhin erhielt er eine Entschädigung. Er blieb zunächst in Frankreich, wo er am 3. Februar 1911 abdankte. Die offizielle Annexion der Komoren durch Frankreich wurde 1912 erklärt und die Insel in die Colonie de Madagascar eingegliedert.
Einer seiner Söhne, der erstgeborene Saïd Houssein, ging am 4. August 1916 in die Légion étrangère. Said Ibrahim bin Said Ali, dessen Halbbruder, wurde erst am 17. April 1911 in Antananarivo geboren.